# Pristimantis urichi
Pristimantis urichi là một loài động vật lưỡng cư trong họ Strabomantidae, thuộc bộ Anura. Loài này được Boettger mô tả khoa học đầu tiên năm 1894.